# Adolf Hnatek
Adolf Hnatek (Viena, 7 de junho de 1876 – Viena 16 de outubro de 1960) foi um astrônomo austríaco.
Foi a partir de 1932 professor de astronomia da Universidade de Viena e astrônomo do Observatório de Viena. Foi pioneiro da fotometria espectral de estrelas. Publicou sobre este assunto um artigo em 1928 na Encyklopädie der mathematischen Wissenschaften.